# Yuan Xi
Yuán XI (176 - 207) foi o segundo filho do senhor da guerra Yuan Shao e um general como o seu pai durante o final da dinastia Han Oriental e Três Reinos era na antiga China .Depois que ele foi derrotado na batalha contra Cao Cao, ele fugiu para Liaodong com seu irmão mais novo, Yuán Shang e foi traído e morto por Gongsun Kang , o governador de Liaodong, que enviou a sua cabeça para Cao Cao. 